# 方耀乾
方耀乾（Wade-Giles：Fang Yaw-chien；POJ：Png Iāu-khiân；1958年12月18日－），台灣詩人、作家、學者、教育家。出生於台灣台南，籍貫為臺南市安定區。國立成功大學台灣文學研究所文學博士。目前擔任國立台中教育大學台灣語文學系特聘教授、教育部十二年國民基本教育語文領域（閩南語文、客語文、原住民族語文）課程綱要研修小組召集人、教育部國民小學師資培用聯盟本土教育學習領域教學中心主任、國家語言發展法之研究與規劃主持人、教育部本土教育委員會委員兼分組召集人、 教育部本國語言推動委員會委員等。
方耀乾集台灣文學作家、詩人、學者、教育家、編輯家於一身，是台語與台灣文學的權威學者和詩人、作家，台語文學理論的主要建構者，也是台語教育、台語課程綱要研修及台灣本土語言師資培育的主要領航人。其主要研究領域涵蓋台語文學、台灣文學史、文學史書寫理論、戰後現代詩等，其創作語言為台語，以詩及戲劇為主。詩曾入選各國詩選，被翻譯成英文、泰盧固文、華文、西班牙文、羅馬尼亞文、波蘭文、土耳其文、蒙古文、日文、孟加拉文等出版。
方耀乾老師於2024年6月正式退休。

## 生平
方耀乾出生於台南，其先祖世世代代於曾文溪畔務農，直到祖父那一代，才從事漢醫事業。祖父方榮欽（1902年－1975年）是一位中醫師兼漢詩詩人，對漢詩、南管有所鑽研，在漢古典文學耳濡目染之下，使其對文學產生濃厚的興趣。
父親方能安，曾擔任過小學教師，後來繼承家業成為中醫師。父親於其就讀大學時溘然長逝，故與母親相依為命。方耀乾在母親晚年中風照顧至其過世之際，為了紓解其對母親病情的無力感與尋求和母親對話的窗口，遂將其感情投注在母語詩創作上。第一本台語詩集《阮阿母是太空人》乃其對母親的懷念與不捨。方耀乾已婚並育有兩女。
中學階段受其大哥方耀鴻之影響，並大量閱讀其購置之文學書籍和剪報，而有志於文學生涯。1980年進入中國文化大學英國文學系，1984年於中國文化大學西洋文學研究所英文組攻讀英、美文學，在此時期方耀乾拓展其世界文學的觸角，並且奠定其文學理論與創作的基礎。
1991年方耀乾開始投入台語文之研究與運動，積極致力於台灣母語的復振工作與文學創作。此外，方耀乾參與多個台語文社團，以及擔任多個台語文雜誌之編務。
2004年方耀乾進入成功大學台灣文學系博士班深造，於2008年以《Uì邊緣kàu多元中心：台語文學ê主體建構》論文拿到博士學位。在這篇論文裡，他提出「多元脈絡理論」，企圖建立台語文學的主體性，扭轉台灣文學史的一元書寫，成為互為主體的多元中心書寫。

## 經歷
方耀乾自1988年開始從事教職，曾經任教單位計有崑山工專、台南家專、台南市救國團、台南女子技術學院、台南大學（前身為台南師範學院）、台南市社區大學、台南應用科技大學、臺中教育大學。
方耀乾曾擔任臺中教育大學台灣語文學系特聘教授兼系主任、台南應用科技大學通識教育中心語文組副教授、台南女子技術學院應用外語系主任兼視聽教育中心主任、《臺中教育大學學報》主編、《台南女子技術學院學報》執行編輯、《菅芒花台語文學》主編、《菅芒花詩刊》總編輯、《海翁台語文學》編審委員、《台灣e文藝》主編、《台文戰線》發行人、菅芒花台語文學會理事長、漢家出版社主編等。
方耀乾積極從事台語文學創作與推廣，曾架設台語教學網站「台語教育學院」及台語文學網站「方耀乾文學網」，參與相關社團，及主辦多場台語文學學術研討會，其中「2005台語文學學術研討會」為第一次純台語的文學學術研討會。
2007年承接文建會「台語kap客語現代文學網站」計畫，並撰寫《台語文學發展簡史》，翻譯成台語、客語、華語、英語、法語、日語、德語、越南語等8種語言。

## 文學理論
方耀乾致力於台語文學研究與台語文學史的建構，主張「解構論」和「建構論」的交替運用，企圖以「多元脈絡理論」建立少數文學（尤其台語文學、客語文學、原住民語文學）的主體性，解構台灣文學史一元書寫，建構使之成為互為主體的多元中心書寫。
其亦於2008年12月6日於南台科技大學主辦的「台語藝術論述與表演研討會」提出「影音文學」理論，企圖拓展文學研究的視野與領域。

## 作品主題
方耀乾自1991年開始研究台語文，1997年開始從事台語文學創作和台語文學研究，作品以詩及戲劇為主，以台語詩見長，寫作主題涵蓋母子親情、夫妻愛情、鄉土景致、社會關懷、族群認同、本土歷史、台灣主體精神、性別議題等面向。

## 寫作特色
方耀乾目前創作以台語詩為大宗，作品具有較大的形式變化和文學創作技巧，是個勇於嘗試的詩人，主要寫作特色有「多變的寫作形式」、「生動的修辭技巧」、「鮮明的意象營造」。茲分述如下：

### 寫作形式
方耀乾的台語詩具有多變的書寫形式，主要有「三行詩」、「四行詩」、「散文詩」、「圖像詩」、「視覺詩」、「題號詩」等。

### 修辭技巧
方耀乾善用修辭營造詩句的美感，作品中常常使用「排比」、「層遞」、「頂真」、「映襯」、「轉化」、「類疊」、「譬喻」、「借代」等修辭。

### 意象營造
其作品中主要呈現「自然意象」、「感官意象」和「整體意象」；「自然意象」著重在「植物類」、「自然現象類」等，「感官意象」著重在「視覺」、「聽覺」、「味覺」、「觸覺」等；「整體意象」著重在「夫妻情」、「平埔族」、「台灣人」等。

## 寫作風格
方耀乾寫作風格主要受到中國古典詩、西洋文學的影響，作品呈現多面向形式和語言風格，目的在於提高台語詩的文學價值。他曾經為自己寫作風格下過這樣的註解：「我的詩是浪漫主義、寫實主義佮現代主義的結合，這佮大多數的台語詩是寫實主義的，較無仝，按呢做的原因是，欲試驗台語詩會當行到啥乜地步。」
方耀乾曾在一篇文章裡自述他自己可能：「是台語詩壇引介和實驗最多西方各門派技巧的詩人，其詩作運用的技巧有浪漫主義、寫實主義、象徵主義、印象主義、意象主義、現代主義、魔幻寫實、後現代主義等。」

## 紀錄
- 出版世界上第一本台語文學史《台語文學的起源與發展》(2005)、《台語文學史暨書目彙編》(2012)的學者。
- 世界上第一個以台語書寫博士論文《對邊緣到多元中心：台語文學ê主體建構》(2008)拿到博士的學者。
- 世界上第一個以研究台語文學拿到博士的學者。
- 主辦史上第一次純發表台語文學論文的學術研討會「2005台語文學學術研討會」，台南女子技術學院，2005。

## 獲獎與榮譽
- Mewadev "國際文學偶像"桂冠獎，印度，2018。("International Icon of Literature" from "Mewadev Laurel Award," 2018, Banda, India)。
- 全球之光獎，世界人民作家協會，哈薩克，2017。(“Pride of the Globe”, World Nations Writers’ Union, 2017, Almaty, Kazakhstan)。
- Pentasi B.終身成就獎，2017印度世界詩歌節，印度，2017。(Pentasi B Lifetime Achievement Award, 2017, Hyderabad, India)。
- 世界文學交流貢獻獎，蒙古傳統研究院，蒙古國，2017。
- 台江文化獎，第32屆世界詩人大會，台灣，2016。(Dai-Gang Cultural Award, 32nd World Congresses of Poets 2016, Tainan, Taiwan)。
- 巫永福文學評論獎，巫永福基金會，台灣，2015。(Wu Yong-fu Literary Criticism Award, 2015, Taipei, Taiwan)。
- 榮後台灣詩人獎，榮後文教基金會，台灣，2009。(Rong-hou Prize for Taiwanese Poet, 2009, Taipei,Taiwan)。
- 第一屆推動母語貢獻獎，教育部，台灣，2008。(1st Outstanding Achievement Award for Mother-Tongue Promotion, Ministry of Education, 2008, Taipei, Taiwan)。
- 吳濁流文學獎新詩正獎，吳濁流文學獎基金會，台灣，2006。(Wu Zhuo-liu Literary Prize in Poetry, 2006, Taipei, Taiwan)。
- 府城文學獎新詩正獎，台南市政府，台灣，2001。(Tainan Literary Prize in Poetry, 2001, Tainan, Taiwan)。
- 南瀛文學獎新人獎，台南縣政府，台灣，1998。(Nan-ying Literary Award for Best Young Poet, 1998, Tainan, Taiwan)。

## 評價
- 林央敏：「方耀乾是戰後台語文學第二代（1990年代）重要作家和研究台語文學的權威學者。」[10]
- 張春凰：「方耀乾詩句看似簡單，但內容的深度和形式的變化，在台語詩界是一個變革。」[11]
- 葉笛：「詩人方耀乾按照家己內在精神的節奏，台語的音節，獨創四行體裁的情詩（即情話）共五十首，有日本和歌、俳句佮五絕、七絕的韻味，唸起來語音和諧流暢形象新鮮活潑，上可貴的是親切好捌，滋味若咧食鹹橄仔。」[12]
- 王娟娟：「方耀乾是屬於意象詩派的。中國詩詞的素養是他聚焦鏡頭的基礎；母語的音節是他心情的旋律；西洋詩歌的薰陶，使他行文中更放手、更浪漫：…」[13]
- 許献平：「方耀乾是個勇於試驗的詩人，他不墨守成規，以一般技巧呈現為滿足，他嘗試三行詩、四行詩甚至視覺詩的寫作；他也嘗試不定詩題，而以圖畫編號的方式，留給讀者更大的想像空間，如讀畫作般一幅一幅去瀏覽、感受。」[14]
- 歐純純：「方耀乾的台語詩，喜歡追求變化與創新，不論是題材選擇或是寫作技巧運用，經常有出人意表的呈現。此外，其詩歌最動人之處，在於真摯而濃郁的情感，這一個部份，最易打動讀者的心，引起讀者的共鳴。」[15]
- 歐純純：「方耀乾的詩歌長期以來一直以關懷本土見長，對於台灣的一草一木、一事一物，都有深刻的體悟與觀察，他將這些感觸形諸歌詠，變成一篇篇動人的詩章。除了情感上以在地事物為寄託外，其寫作技巧多變，將各式文學手法熔鑄一爐，並勇敢嘗試體製上的新巧變化，具備著鮮明的開拓精神……」[16]
- 胡長松：「透過對鄉土的追尋與歌頌，方耀乾的詩歌為他的自我認同找到了一個很清晰實際的方向，這也是當代台語詩發展的重要脈絡。」「戰後，眾多台語詩人拿起筆找尋自己，並在鄉土上找到了自己。我們不能輕忽這件事，這是當代台灣人自我追尋之路的重要現象，而方耀乾的詩歌成就，是其中重要的里程碑！」[17]
- 胡長松：「我們很有理由相信方耀乾的創作，乃是追求某種獨特生命形式的努力，而這個努力，或許不止於說明它做為一個台語詩人的個人特質，重要的是，他的努力背後同時意味著一整個時代的獨特的台灣人的生命形式特質：尤其是屬於台語詩人群積極追尋的，一種企圖從母語文化形式特質來區別於殖民者的文化身份認同。」[18]

## 出版著作
- 台語詩集
  - 《阮阿母是太空人》（台南：台南縣文化中心，1999）
  - 《予牽手的情話》（台南：台南市十信文教基金會，1999）
  - 《白鴒鷥之歌》（台南：台南縣文化局，2001）
  - 《將台南種佇詩裡》（台南：台南市立圖書館，2002）
  - 《方耀乾台語詩選》（台南：開朗雜誌，2007）
  - 《方耀乾的文學旅途》（台北：榮後文化基金會， 2009.07）
  - 《烏/白》(高雄：台文戰線，2011)
  - 《台窩灣擺擺 Tayouan Paipai》(高雄：台文戰線，2011)
  - 《我腳踏的所在就是台灣 :世界旅行詩》(台南：島鄉台文工作室，2017)
  - 《台灣隨想曲》(台南：島鄉台文工作室，2020)
- 詩集外譯
  - Tayouan Paipai (英文版), Taiwanese Literature Battlefront, 2013, Kaohsiung, Taiwan.
  - ХӨЛИЙН ДООРХ ГАЗАР ДЗЛХИЙ МИНЬ ТАЙВАНЬ (蒙古文版), Gcom Press, 2017, Ulaanbaatar, Mongolia.
  - Tayouan Paipai (印度泰盧固文版), Srijana Lokam-Writer’s Corner, 2018, Telangana, India.
- 台語劇本
  - 《妒婦津》
  - 《鏡》
  - 《孽女．安蒂崗妮》
- 學術論著專書
  - 方耀乾，《台語詩人的台灣書寫研究》，台南：復文，2004。
  - 方耀乾，《台語文學的觀察與省思》 ，台南：復文，2004。
  - 方耀乾，《台語文學的起源與發展》，台南：自印，2005。
  - 方耀乾，《台語文學史暨書目彙編》，高雄：台灣文薈，2012。
  - 方耀乾，《對邊緣到多元中心：台語文學ê主體建構》，台南：台南市政府文化局，2014。
  - 方耀乾，《台灣母語文學：少數文學史書寫理論》。台南：台南市政府文化局，2017。
- 其他編著
  - 《台灣，徛起來：按台語文學起鼓》
  - 《阿公阿媽的歌》
  - 《台語現代文學選》
  - 《台語文學讀本(Ⅰ)》
  - 《台語文學讀本(Ⅱ)》
  - 《漂泊佮回歸：詩人黃勁連作品研究論文集》
  - 《台語文學史書寫理論佮實踐》
  - 《台灣詩路詩集》
  - 《台文戰線文學選:2005-2010》

## 學位論文
- - 碩士論文：《Marlovian Superman：A Study of Tamburlaine The Great, The Jew of Malta, and Doctor Faustus》（馬洛夫超人：帖木兒大帝、馬耳他猶太人與浮士德博士研究）
  - 博士論文：《Uì邊緣kàu多元中心：台語文學ê主體建構》
- DVD
  - 《96年度台灣詩人一百影音計劃第六階段——方耀乾》

## 擔任評審
- 2018年臺中市政府文化局邀請方梓、方耀乾、王金選、平路、石德華、向陽、宇文正、吳晟、李如青、李勤岸、曹俊彥、陳幸蕙、陳憲仁、陳雨航、曾貴海、楊翠、楊錦郁、劉克襄、蔡素芬、蕭蕭、鍾永豐、鍾怡雯等國內作家、詩人組成本屆評審團[19]。

## 外部連結
- 台灣文學部落格 （页面存档备份，存于）
- 【TWNEL】台語文學論壇 （页面存档备份，存于）
- 台語kap客語現代文學專題網站
- 台語教育學院
- 國立臺中教育大學臺灣語文學系 （页面存档备份，存于）
- 台灣作家作品目錄資料庫——方耀乾 （页面存档备份，存于）